# Craig Bellamy
Craig Douglas Bellamy (ur. 13 lipca 1979 w Cardiff) – walijski piłkarz, który występował na pozycji napastnika lub skrzydłowego. Reprezentant Walii.

## Kariera klubowa
Bellamy rozpoczął karierę w klubie Norwich City, debiutując w spotkaniu z Crystal Palace 15 marca 1997 roku. W sezonie 1997/1998 był już podstawowym zawodnikiem tej drużyny, rozgrywając 38 spotkań i strzelając 13 bramek. Zaliczył także swój debiut w reprezentacji Walii. Dla Norwich strzelił w sumie 32 gole.
Po trzech sezonach, w lecie 2000 roku za kwotę 6,5 mln funtów przeniósł się do Coventry City, mimo zainteresowania ze strony m.in. Newcastle United, Tottenhamu Hotspur i Celticu. Spędził tam tylko jeden nieudany sezon (strzelił zaledwie 6 bramek w 34 spotkaniach).
W lecie 2001 roku przeszedł ze zdegradowanego do First Division Coventry do Newcastle United za około 6 milionów funtów. Jego kariera w Newcastle nabrała rozpędu. W drużynie trenowanej przez Bobby Robsona Bellamy i Alan Shearer stworzyli niezwykle skuteczny atak. Pod koniec roku Bellamy otrzymał tytuł PFA Young Player of the Year (najlepszy młody gracz sezonu) od piłkarzy Premier League. Między innymi dzięki niemu Newcastle awansowało do Ligi Mistrzów. W sierpniu 2004 Bobby Robsona na stanowisku menadżera Newcastle zastąpił Graeme Souness. Dał wówczas o sobie znać trudny charakter Bellamy'ego, który nie potrafił dogadać się z nowym trenerem (zresztą także uchodzącym za wyjątkowo kłótliwego). 23 stycznia 2005 roku doszło między nimi do publicznej sprzeczki. Souness pominął Bellamy'ego w składzie na mecz z Arsenalem twierdząc w wywiadzie, że z powodu kontuzji nie jest w stanie zagrać na prawej pomocy. Kilka minut później Bellamy udzielił wywiadu, w którym oskarżył trenera o kłamstwo, stwierdzając, że był gotowy do gry, lecz przyznając, że był gotowy udawać kontuzję przed meczem. Wkrótce została na niego nałożona wysoka grzywna przez klub.
31 stycznia (koniec okna transferowego) został do końca sezonu wypożyczony do Celticu. Był to koniec jego kariery w klubie z północy Anglii, dla którego w 93 spotkaniach strzelił 28 bramek.
Dla klubu z Glasgow strzelił 7 bramek, zdążył także wygrać Puchar Szkocji. Mimo starań klubu nie zdecydował się pozostać w Szkocji. W lecie 2005 roku kupił go Mark Hughes, były trener reprezentacji Walii, ówczesny menadżer Blackburn Rovers. Sezon 2005/2006 okazał się najlepszym w dotychczasowej karierze zawodnika. Dla klubu z Blackburn strzelił mimo częstych kontuzji 17 goli, z czego 13 w Premier League.
Doskonały sezon w Blackburn zaowocował zainteresowaniem ze strony Liverpoolu F.C. Poszukujący napastników menadżer klubu z Anfield, Rafael Benítez, dość niespodziewanie zdecydował się na Walijczyka. Wykorzystując klauzulę w kontrakcie, umożliwiającą Bellamy'emu odejście z Blackburn do klubu grającego w Lidze Mistrzów, wykupił go za 6,5 mln funtów, podczas gdy rzeczywista wartość piłkarza szacowana była na 10-12 milionów. Bellamy, który jako junior kibicował Liverpoolowi F.C., natychmiast zdecydował się na transfer. Kontrakt podpisał 23 czerwca 2006 roku, a oficjalnie piłkarzem nowego klubu stał się 1 lipca. Swoją pierwszą bramkę w nowych barwach strzelił 9 sierpnia 2006, w pierwszym spotkaniu trzeciej rundy kwalifikacyjnej Ligi Mistrzów przeciwko Maccabi Hajfa, wygranym przez The Reds 2-1. Zdobył także swoje drugie w karierze trofeum (po Pucharze Szkocji), w wygranym przez Liverpool F.C. meczu z Chelsea o Tarczę Wspólnoty. Asystował wówczas przy zwycięskiej bramce na 2-1, którą strzelił Peter Crouch.
8 lipca 2007 roku Liverpool F.C. sprzedał Bellamy'ego do West Ham United za 7,5 mln euro. Bellamy podpisał z londyńskim klubem czteroletni kontrakt. W nowej drużynie zadebiutował 11 sierpnia w przegranym 0-2 ligowym spotkaniu z Manchesterem City. 28 sierpnia w meczu Pucharu Ligi zdobył swoje pierwsze dwie bramki dla West Hamu. W Premier League pierwsze trafienie zaliczył trzy dni po tym w spotkaniu z Reading. Debiutancki sezon Bellamy zakończył z ośmioma ligowymi występami oraz jednym pucharowym.
14 stycznia 2009 roku Bellamy za 14 milionów funtów przeszedł do Manchesteru City, z którym podpisał 4,5-letni kontrakt. W nowej drużynie zadebiutował 28 stycznia w spotkaniu z Newcastle United. W spotkaniu tym zdobył także swoją pierwszą bramkę dla Manchesteru City.
31 sierpnia 2011 roku, Craig Bellamy rozwiązał za porozumieniem stron swój kontrakt z Manchesterem City i trafił do Liverpoolu F.C., klubu w którym występował w sezonie 2006/2007. Związał się z drużyną „The Reds” 2-letnim kontraktem. Debiutanckiego gola po powrocie do Liverpoolu Walijczyk zdobył w wygranym 2:1 meczu trzeciej rundy Pucharu Ligi Angielskiej przeciw Brighton & Hove Albion F.C. 21 września 2011 r.
W sezonie 2011/2012 Bellamy zdobył z drużyną klubową Puchar Ligi Angielskiej.
Walijczyk został powołany (jako jeden z trzech zawodników powyżej 23 roku życia) do reprezentacji Wielkiej Brytanii na Igrzyska Olimpijskie w Londynie w 2012 roku. Podczas turnieju olimpijskiego pełnił funkcję wicekapitana (kapitanem był Ryan Giggs), a w inauguacyjnym meczu z Senegalem strzelił jedyną bramkę dla Brytyjczyków.
10 sierpnia 2012 roku podpisał dwuletni kontrakt z Cardiff City, po którego upływie w maju 2014 roku zakończył karierę.
Jako pierwszy zawodnik w historii strzelił co najmniej jedną bramkę w Premier League dla aż 7 zespołów.